# George Hugh Smith
George Hugh Smith (3 février 1834 – 6 février 1915) est un vétéran confédéré de la Guerre de Sécession et un éminent avocat, juge et homme politique de Los Angeles.

## Jeunesse et carrière
George Hugh Smith est né à Philadelphie, fils de George Archibald Smith et d'Ophelia Ann Williams. Sa famille est revenue en Virginie quand il était enfant. Smith fréquente le Virginia Military Institute (VMI) à Lexington, en Virginie, avec son cousin George S. Patton, et obtient son diplôme en 1853, se classant 6e sur 26 cadets. Au début, Smith est assistant instructeur au VMI, mais il est admis au barreau en 1855 et exerce le droit à Glenville, en Virginie, jusqu'à ce qu'il se rende à l'ouest et s'installe dans le territoire de Washington . En 1860, il revient à l'Est et exerce le droit à Baltimore.

## Guerre de Sécession
En 1861, Smith entre dans l' armée des États confédérés le 11 juin en tant que soldat dans les Pendleton Rifles, qui deviennent ensuite la compagnie E du 25ème Régiment d'infanterie de volontaires de Virginie. Élu capitaine le 1er juillet, lui et ses hommes se rendent à la suite de la bataille de Rich Mountain. Libéré sur parole deux semaines plus tard, il est officiellement échangé en mars 1862 et élu colonel de son régiment. Il est blessé lors de la bataille de McDowell et reçoit une autre blessure lors de la deuxième bataille de Bull Run. Après avoir récupéré à la fin de 1862, Smith reçoit l'ordre du ministère de la Guerre d'emmener plusieurs centaines de soldats nouvellement échangés auprès du colonel John D. Imboden pour servir dans l'ouest de la Virginie, et on lui en propose le commandement. En janvier 1863, il devient colonel du nouveau 1er Régiment des rangers partisans de Virginie, qui devient le 62ème Régiment d'infanterie montée de Virginie, au sein de la brigade de cavalerie du général Imboden et l'emmène mener le raid Jones-Imboden .
En juin 1863, la brigade se dirige vers le Nord et participe à la campagne de Gettysburg sous le commandement du général Imboden qui couvre la retraite en Virginie. Smith et ses hommes passent le reste de l'année 1863 et le début de l'année 1864 à mener des reconnaissances et des escarmouches dans le nord-ouest de la Virginie. Alors que Smith agit en tant que commandant de brigade au nom du général Imboden, il est transféré avec son régiment (maintenant démonté) aux forces du général John C. Breckinridge . Il a participe aux batailles de New Market et de Cold Harbor . Se précipitant pour prendre part à la campagne de Lynchburg, le colonel Smith et son régiment sont réaffectés au général Imboden et remontent à cheval. Ils prennent part aux autres campagnes de la vallée de Shenandoah de 1864. Lorsque le général Imboden est frappé par la fièvre typhoïde, Smith prend le commandement de la brigade le 5 juillet et le reprend plusieurs fois jusqu'à la fin de la guerre. Nommé pour une promotion au grade de général de brigade par le commandant de sa division, le général Lunsford L. Lomax, la nomination est d'abord rejetée par le général Lee. Plus tard, en 1865, le général Lee approuve la promotion, mais il est trop tard dans la guerre pour qu'elle se concrétise.

## Après la guerre
À la fin de la guerre, Smith s'enfuit d'abord à Cuba, qu'il quitte en 1866 pour essayer l'agriculture au Mexique . Il se rend ensuite à San Francisco en 1868, puis à Los Angeles en 1869.

## Cabinet juridique à Los Angeles
En 1870, Smith rejoint le cabinet d'avocats d'Alfred Chapman et d'Andrew Glassell. Le cabinet change alors de nom et devient le cabinet Glassell, Chapman & Smith. Leur pratique juridique se limitait principalement aux transactions immobilières et ils ont fait fortune dans les grands procès en partage. Ce cabinet d'avocats a acquis et développé le terrain qui est par la suite devenu la ville d' Orange, en Californie.
Le colonel Smith est élu au Sénat de l'État de Californie (1877-1878), rapporteur de la Cour suprême de Californie (1879-1882), et les volumes 54 à 62 des California Reports (1881-1884) ont été publiés sous son nom, commissaire de la Cour suprême de Californie (1899-1904) et juge associé des cours d'appel de Californie (1905-1906).
George Smith était un auteur prolifique d’opinions de la Cour suprême de Californie. Il contribuait fréquemment à l’American Law Review et fut l'un des administrateurs fondateurs et professeurs de la faculté de droit de Los Angeles.

## Famille
Le frère aîné de George H. Smith, Isaac Williams Smith (1826 - 1896) a obtenu un diplôme du VMI en 1847. Il était capitaine du génie dans l'armée confédérée. Après la guerre, Isaac Smith se rendit au Mexique où il servit comme ingénieur de district sur le chemin de fer impérial mexicain de Veracruz à Mexico.
Le frère cadet de George H. Smith, Henry Martyn Smith (1844-1892), était capitaine dans l'armée confédérée. Il s'est également rendu au Mexique en 1866-1867. En 1868, il se rendit à San Francisco et enseigna à l'Académie d'Oakland. En 1869, Henry Smith s'est installé à Los Angeles, a pratiqué le droit et a été juge à la Cour supérieure de 1883 à 1884.
En juin 1870, George H. Smith épouse la veuve de son cousin, Susan Glassell Patton (1835 - 1883). Deux enfants naissent de ce mariage, Anne Ophelia Smith (1870–1951) et Ettinge Hugh Smith (1876–1887). Anne Ophelia Smith a épousé Hancock Banning (1865–1925), fils de Phineas Banning en 1890. Anne Banning a créé la National Assistance League en 1936.
George H. Smith est décédé à son bureau à Los Angeles et est enterré au cimetière d'Inglewood Park à Los Angeles.

## Publications
- 1877 : Droit et loi, AL Bancroft & Co
- 1886 : Le droit privé, AL Bancroft & Co
- 1887 : Éléments du droit et de la loi, Callaghan and Co., 398 pages
- 1893 : Histoire critique de la jurisprudence anglaise moderne, Bacon
- 1901 : Logique, ou, L'analytique du raisonnement explicite, GP Putnam's Sons, 266 pages
- La certitude du droit et l'incertitude des décisions judiciaires
- La véritable méthode d'éducation juridique
- La logique et ses applications — Le point de vue d'un avocat
- La logique ou l'analytique du raisonnement explicite
- Théorie de l'État
- La théorie de la jurisprudence